# Speedy Gonzales

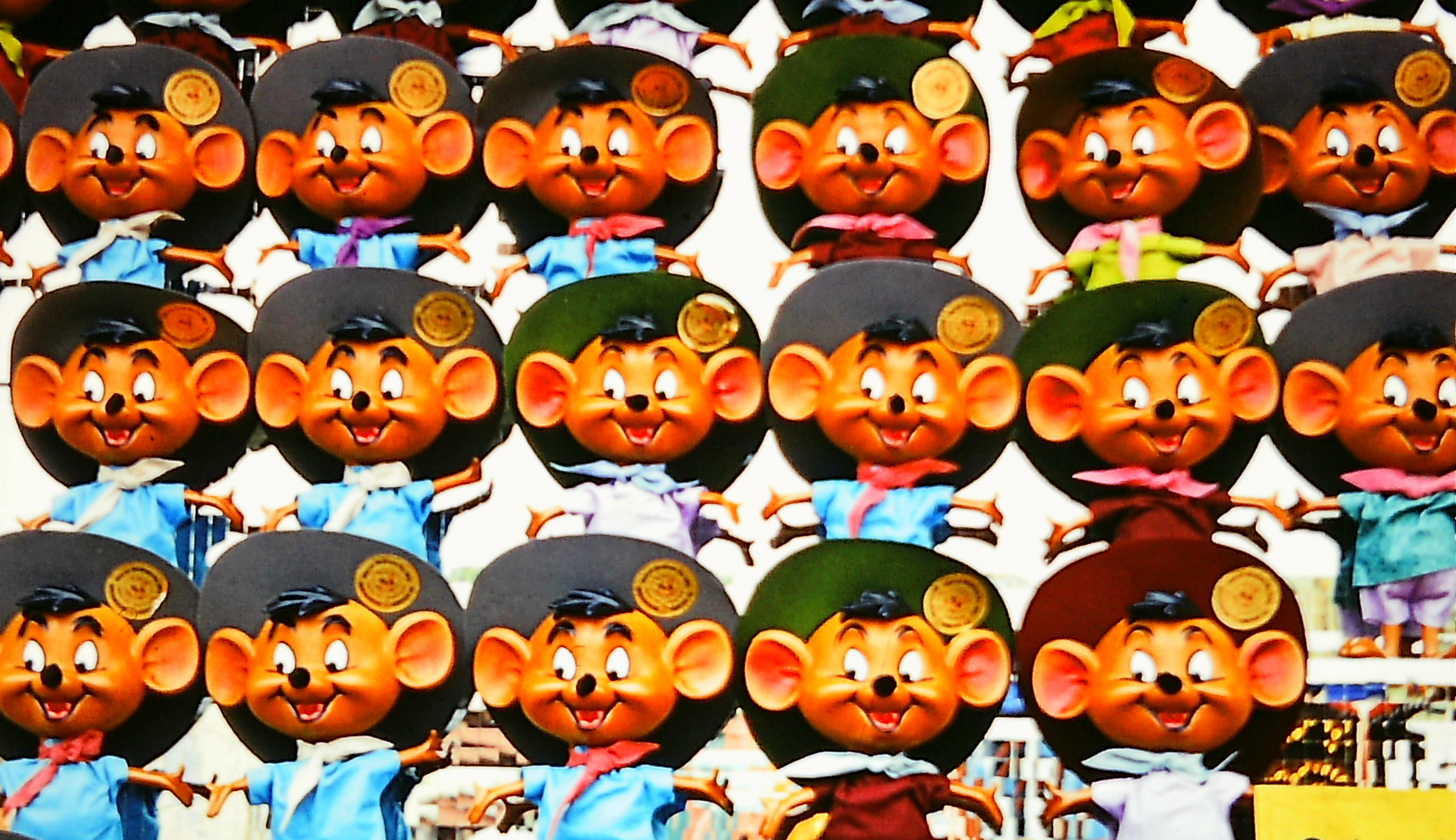
Speedy Gonzales

Speedy Gonzales – postać fikcyjna z serii kreskówek Warner Brothers, stworzona przez Roberta McKimsona i Friza Frelenga. Najszybsza na świecie meksykańska mysz.
Oryginalnie głosu użyczali mu m.in. Mel Blanc, Joe Alaskey, Fred Armisen i Dino Andrade, a w wersji polskiej – Tomasz Kozłowicz (w większości odcinków Zwariowanych melodii, filmów i seriali).